# Anguillospora flagellifera
Anguillospora flagellifera är en svampart som beskrevs av Ingold 1950. Anguillospora flagellifera ingår i släktet Anguillospora, ordningen Pleosporales, klassen Dothideomycetes, divisionen sporsäcksvampar och riket svampar.   Inga underarter finns listade i Catalogue of Life.